# Bulbophyllum toranum
Bulbophyllum toranum là một loài phong lan thuộc chi Bulbophyllum.